# Związek regionalny Saarbrücken
Związek regionalny Saarbrücken (niem. Regionalverband Saarbrücken) – związek komunalny  w niemieckim kraju związkowym Saara. Stolicą związku jest miasto Saarbrücken.
Związek regionalny powstał 1 stycznia 2008 w wyniku reformy administracyjnej zastępując tym samym Związek miejski Saarbrücken (niem. Stadtverband Saarbrücken).

## Podział administracyjny
Związek regionalny Saarbrücken składa się z:
- pięciu gmin miejskich (Stadt)
- pięciu gmin wiejskich (Gemeinde)

Gminy miejskie:
| Lp. | Nazwa gminy miejskiej | Ludność (31.12.2010) | Powierzchnia km² |
| --- | --------------------- | -------------------- | ---------------- |
| 1   | Friedrichsthal        | 10.798               | 9,07             |
| 2   | Püttlingen            | 19.906               | 23,94            |
| 3   | Saarbrücken           | 175.741              | 167,07           |
| 4   | Sulzbach/Saar         | 17.452               | 16,12            |
| 5   | Völklingen            | 39.626               | 67,06            |

Gminy wiejskie:
| Lp. | Nazwa gminy wiejskiej | Ludność (31.12.2010) | Powierzchnia km² |
| --- | --------------------- | -------------------- | ---------------- |
| 1   | Großrosseln           | 8.486                | 25,20            |
| 2   | Heusweiler            | 19.472               | 39,94            |
| 3   | Kleinblittersdorf     | 12.278               | 27,29            |
| 4   | Quierschied           | 13.631               | 20,21            |
| 5   | Riegelsberg           | 14.943               | 14,70            |